# La Loi de...
La Loi d'Alexandre
La Loi de… est une série de téléfilms français qui fait suite aux séries La Loi de Barbara avec Josiane Balasko et La Loi d'Alexandre avec Gérard Jugnot. La collection est diffusée, comme les téléfilms précédents, sur France 3 et en Belgique sur La Une.
Dans chaque téléfilm, un acteur français de premier plan revêt la robe d'avocat pour défendre un cas, de prime abord indéfendable.

## La Loi de Simon —Des hommes en noir
- Réalisation : Didier Le Pêcheur
- Date de diffusion : 
  -  France : 4 octobre 2016, sur France 3
- Synopsis : Simon Varlet est un avocat brillant et cynique, plus sensible au montant de ses honoraires qu'à l'intérêt de la justice ou au respect de la déontologie. Excédé par ses débordements, son bâtonnier le commet d'office pour assurer la défense de Philippe Moreau, un jeune prêtre accusé d'avoir tué un de ses paroissiens. Peu concerné par l'affaire et allergique aux religions comme à toute forme d'idéal, Simon est persuadé que son client est coupable.
- Acteurs principaux :
  - Daniel Prévost : Maître Simon Varlet
  - Nicolas Gob : l'abbé Philippe Moreau
  - Chloé Stefani : Laure
  - Pierre Laplace : Desplan
  - Geneviève Mnich : Christine
  - Jeanne Rosa : Fabienne
  - Marilou Aussilloux : Flora
  - Pierre Poirot : Berthier
  - Nicolas Jouet : Lacour

## La Loi de Christophe —La Ligne blanche
- Réalisation : Jacques Malaterre
- Date de diffusion : 
  -  France : 11 octobre 2016, sur France 3
- Synopsis : Maître Christophe Vitari est l'avocat attitré du riche homme d'affaires Charles Devaux, à la tête de plusieurs usines de papeteries. Katya Valle, stagiaire pour l'entreprise Devaux, est accusée d'avoir tué M. Brugier, le directeur d'une des usines. Maître Vitari est chargé par Charles Devaux, de défendre l'accusée, dans la perspective de préserver la réputation et les intérêts de l'entreprise Devaux. Maître Vitari, se trouve ainsi tiraillé entre sa loyauté envers son patron et son devoir de défense vis-à-vis de sa cliente.
- Acteurs principaux : 
  - Richard Anconina : Maître Christophe Vitari
  - Noémie Merlant : Katya Valle
  - Didier Flamand : Charles Devaux
  - Virginie Desarnauts : Christine
  - Antoine Oppenheim : Marc Gidoin
  - Rémi Bichet : Karl
  - Nathalie Cerda : Claire Brugier
  - Luc Palun : Frédéric Brugier
  - Marie Zidi : Clémentine

## La Loi de Pauline —Mauvaise Graine
- Réalisation : Céline Guyot et Martin Guyot
- Date de diffusion : 
  -  Belgique : 12 février 2017, sur La Une
  -  France : 2 mai 2017, sur France 3
- Synopsis : Pauline, quinquagénaire en instance de divorce, entame une carrière d'avocate mais ses premières affaires se soldent par des fiascos. Elle est commise d'office sur une affaire d'incendie criminel dans une ferme, qui évolue rapidement vers un double meurtre sur fond de mésentente familiale. L'avocate débutante se confronte au code d'honneur du monde paysan. Elle se révèle au fil de l'enquête, puis du procès, et met à jour un drame familial gardé secret depuis 30 ans.
- Acteurs principaux : 
  - Zabou Breitman : Maître Pauline
  - Serge Riaboukine : Alain
  - Pierre Cassignard : Christophe
  - Marilyne Canto : Catherine
  - Olivier Saladin : Lorrenzi
  - Laurent Natrella : Jacques
  - Antonin Chalon : Loris
  - Nicolas Briançon : Juge du tribunal
  - Bertrand Constant : Avocat général
  - Franck Beckmann : Président du tribunal
- le film a été tourné dans le département de la Charente en particulier à Mansle, Angoulême, Poursac, Marsac, Ruelle-sur-Touvre, Gond-Pontouvre et au tribunal de grande instance d'Angoulême[1].

## La Loi de Gloria —L'Avocate du diable
- Réalisation : Didier Le Pêcheur
- Date de diffusion : 
  -  Belgique : 13 avril 2017, sur La Une
  -  France : 12 septembre 2017, sur France 3
- Synopsis : Kevin Leroy est incarcéré dans l'attente de son jugement pour meurtre d'une jeune fille. Salomé Mendoza, jeune avocate chargée de l'affaire, est certaine d'obtenir son acquittement malgré un dossier à charge. En prison, Kevin échappe à une tentative d'assassinat. Peu après Salomé décède d'un accident de la route. Sa mère Gloria, avocate renommée et aux méthodes borderline, reprend l'affaire pour imposer la vérité ou, du moins, faire passer sa vision de la justice.
- Acteurs principaux : 
  - Victoria Abril : Maître Gloria Mendoza
  - Julien Baumgartner : Frédéric Andro
  - Jean-Claude Adelin : Marc
  - Andréa Ferréol : La Comtesse de la Tour
  - Paco Boublard : Kevin Leroy
  - Robert Plagnol : Thierry Lassere
  - Gwendolyn Gourvenec : Salomé Mendoza
- Lieux de tournage : Angoulême et le château de Verteuil-sur-Charente

## La Loi de Julien —Le Bon Fils
- Date de diffusion : 
  -  Belgique : 29 août 2017, sur La Une
  -  France : 5 septembre 2017, rediffusion le 21 janvier 2020, sur France 3
- Synopsis : Adopté par Irène et Bertrand Delamarche, Julien Meunier, avocat, se sent inconditionnellement redevable vis à vis de ses parents adoptifs, une famille d’industriels. A plusieurs reprises, il est intervenu pour sortir au mieux Cyril Delamarche, le fils d’Irène, de démêlés judiciaires. Bertrand est décédé en confiant à Julien ses doutes sur la capacité de son fils à gouverner l’entreprise. Aujourd’hui, cinq ans plus tard, Cyril est accusé du meurtre d’une jeune vendeuse Sveta Doroshiva qui était sa maîtresse. Malgré l’avis d’Annie, son ex-épouse et néanmoins restée son associée, Julien Meunier accepte d’assurer la défense de Cyril que tous les éléments recueillis par la police accablent. Seul l’hypothétique témoignage d’une femme dans une camionnette, vraisemblablement une prostituée, pourrait l’innocenter mais par ailleurs Séverine, la femme de Cyril, indique à Julien qu’elle avait vu au petit matin Cyril nettoyer soigneusement le coffre de sa voiture. Julien conseille et persuade donc Cyril, qui clame toujours son innocence, de plaider le meurtre passionnel afin de réduire la peine encourue. Mais la prostituée, en fait une brocanteuse vivant en caravane, réapparaît pour livrer un témoignage qui permet à Cyril d’être remis en liberté. Par après, le corps de Sveta est retrouvé par des promeneurs dans une grotte. Les analyses menées par la police identifient les fibres restées sous les ongles de la victime comme celles issues d’une des chemises, au tissu rare, de Julien, de même une bâche achetée quelques jours plus tôt et ayant enveloppé le cadavre. Manipulé par Cyril, Irène retire sa confiance au cabinet d’avocats de Julien. Julien est arrêté et accusé d’être le meurtrier de Sveta. Cyril lance une procédure visant à montrer que Julien avait manigancé ce crime pour capter l’héritage familial et conquérir sa femme Séverine. Mais Julien ne s’était jamais montré avide d’argent et Séverine ne maintenait avec Cyril qu’un lien d’apparence pour ménager Irène, sa belle-mère à la santé fragile. Alors que la police devait réentendre le témoignage de la brocanteuse, il s’avère qu’elle a péri dans l’incendie de sa caravane. Aux audiences du procès d’assises, Julien fait ressortir la vraie personnalité de Cyril. Irène Delamarche, confrontée aux frasques de son fils Cyril qui avait pioché allègrement dans la caisse de l’entreprise pour faire des cadeaux à sa maîtresse, le menace d’abord de le priver de la direction de l’entreprise, puis quelque temps plus tard lui déclare vouloir témoigner en faveur de Julien auprès du tribunal. C’en est trop pour Cyril qui essaie un soir d’assassiner sa mère. Séverine arrivera à temps pour mettre fin à la tentative de meurtre. Le machiavélisme de Cyril apparaît alors aux yeux de tous, fruit de la jalousie maladive qu’il a de tout temps eue envers Julien, le fils adopté. Julien, aussitôt disculpé, se verra confier les rênes de l’entreprise et pourra reprendre avec Séverine une histoire d’amour qu’ils s’étaient jusqu’à présent interdite malgré une attirance réciproque.
- Réalisation : Christophe Douchand
- Acteurs principaux :
  - Jean-Pierre Darroussin : Maître Julien Meunier
  - Thomas Jouannet : Cyril Delamarche
  - Claudia Cardinale : Irène Delamarche
  - Hélène de Fougerolles : Séverine Delamarche
  - Sophie Broustal : Annie, l'ex-femme de Me Julien Meunier et son associée
  - François Marthouret : feu Bertrand Delamarche, mari d'Irène et père de Cyril Delamarche
  - Ophélie Koering : le capitaine Varlet
  - Diana Rudychenko : Sveta Doroshiva
  - David Marchal : le juge Lamy
  - Pauline Bertani : Me Karine Keller
  - Luc Gentil : le président de la Cour
  - Alexandrine Pirrera : la brocanteuse
  - Gaëlle Vanoudenhoven : Françoise, l'assistante de Me Julien Meunier
- Récompense : Laurier d'interprétation masculine aux Lauriers de la radio et de la télévision pour Jean-Pierre Darroussin[2]

## La Loi de Valérie —Tous coupables
- Date de diffusion : 
  -  Belgique : 5 novembre 2017 sur La Une
  -  France : 25 septembre 2018 sur France 3
- Synopsis : Valérie est une avocate talentueuse mais borderline. Bien qu’âgée de plus de 50 ans, elle se moque bien de sa réputation, vieille ado rebelle et joueuse compulsive, elle se plaît à défendre les plus vilains cocos qui soient. Ce qui n'est pas du tout du goût de sa fille Delphine, qui lui reproche ses manières plus que désinvoltes. Touchée par ce jugement sans appel, Valérie décide de se racheter. Elle se décide cette fois à défendre quelqu'un de bien, en l'occurrence Paul, un bon père de famille, accusé sans preuves d'avoir tué un dealer responsable de la mort par overdose de sa fille adolescente. Mais la vertu n'est pas toujours récompensée.
- Réalisation : Thierry Binisti
- Scénario et dialogues : Céline Guyot, Martin Guyot
- Directeur de la photographie : Dominique Bouilleret
- Décors : Laurent Weber
- Acteurs principaux :
  - Charlotte de Turckheim : Maître Valérie Renaud, une avocate borderline
  - Bruno Wolkowitch : Paul Julien, l'accusé
  - Kahina Carina : Malika
  - Joseph Malerba : Yanis Girard
  - Franck Beckmann : Jérôme
  - Alice Raucoules : Delphine, la fille de Valérie
  - François Briault : Franck Mérot
  - Jan Caplin : Stéphane, le frère de Mickey
  - Chantal Ravalec : Henriette, la voisine de Mickey
  - Brigitte Aubry : Sophie
  - Victor Pontecorvo : Mickey
  - Éric Bougnon : Capitaine Bruno Blanc

## La Loi de Marion —Insécurité rapprochée
- Date de diffusion : 
  -  Belgique : 13 mai 2018, sur La Une
  -  France : 2 octobre 2018, sur France 3[3],[4]
- Synopsis : L'affaire qui occupe Me Marion Veyron est pour le moins déstabilisante : elle se sent responsable du meurtre d'une femme qu'elle conseillait et représente la fille de la victime, qui s'est constituée partie civile. C'est à cette occasion que Marion se retrouve face à maître Queyras, son ex-époux, qui assure quant à lui la défense de Laurent, coupable présumé dans le dossier dont elle s'occupe. Olivier Queyras est bien déterminé à réparer ainsi l'affront de son divorce. Quant à Marion, elle est consciente qu'elle joue sa carrière, et peut-être même sa vie…
- Réalisation : Stéphane Kappes
- Scénario et dialogues : Céline Guyot, Martin Guyot
- Acteurs principaux :
  - Sandrine Bonnaire : Maître Marion Veyron
  - Samuel Labarthe : Maître Olivier Queyras
  - Maïra Schmitt : Chloé
  - Stéphane Metzger : Nathan, le petit ami de Marion
  - Pierre Diot : Laurent Gérard
  - Gabrielle Atger : Karine Gérard
  - Pascal Elso : Docteur Bertrand, le psy

## La Loi de Damien —L'Égal des dieux
- Date de diffusion : 
  -  Belgique : 17 décembre 2019, sur La Une
  -  France : 7 janvier 2020, sur France 3[5], rediffusion le 25 juin 2021, sur France 3
- Synopsis : Un soir, le Professeur Pascal Bernel, neurochirurgien, voit arriver une urgence sur la table d'opération ; il décide d'opérer mais le patient, conscient, se fige à comprendre qui allait l'opérer. Finalement, le patient décède et la femme de ce dernier décide de porter plainte. Pour le défendre, le père de Maître Turenne, ancien neurochirurgien et mentor du Professeur Bernel, convainc son fils, qui a troqué le bistouri pour la robe d'avocat, de défendre son ancien disciple. Une plongée dans un dossier pour l'avocat qui devra y affronter ses propres fantômes.
- Réalisation : Arnaud Sélignac
- Scénario et dialogues : Céline Guyot, Martin Guyot
- Acteurs principaux :
  - Richard Berry : Maître Damien Turenne
  - François Berléand : Professeur Pascal Bernel
  - Anne Loiret : Claire Turenne
  - Caroline Vigneaux : Solène
  - Souad Amidou : Sabine Bernel
  - Virginie Desarnauts : Sophie Lorret
  - Jacques Boudet : Professeur Pierre Turenne
  - Stéphanie Fatout : Marie Malory
  - Florence Thomassin : Catherine, ex-femme de Pascal
  - Jeanne-Marie Ducarre : avocate assistante de Damien Turenne
  - Jules Jacquet : Thomas Turenne
  - Philippe Le Bas : Président du tribunal
  - Félicie Robert : Charlotte Turenne